# Drei Höfe
Drei Höfe är en kommun i kantonen Solothurn, Schweiz. Kommunen hade 742 invånare (2023).
Kommunen bildades 1 januari 2013 genom en sammanslagning av kommunerna Heinrichswil-Winistorf och Hersiwil. Kommunen består av byarna Henrichswil, Winistorf, Mösli och Hersiwil.